# 트레브네

트레브네의 위치

트레브네(슬로베니아어: Trebnje, 독일어: Treffen 트레펜[*])는 슬로베니아의 도시로 면적은 163.3km2, 높이는 280m, 인구는 10,700명(2002년 기준), 인구 밀도는 65.5명/km2이다.